# Опера — всем
«Опера — всем» — международный оперный фестиваль, который проходит на открытых площадках Санкт-Петербурга: в Петропавловской крепости, на Елагином острове, в Александровском парке и Екатерининском дворце в Царском Селе.
Художественный руководитель фестиваля — Фабио Мастранджело, арт-директор — Виктор Высоцкий. Первый фестиваль состоялся в июле 2012 года. Проходит при поддержке комитета по культуре Санкт-Петербурга. Вход на все спектакли бесплатный. Телеканал «Санкт-Петербург» организует прямую телетрансляцию всех событий фестиваля.

## I Санкт-Петербургский международный фестиваль 2012 года
Фестиваль проходил с 12 по 23 июля. В рамках фестиваля были исполнены 4 оперы русских композиторов. Завершился фестиваль Гала-концертом в Михайловском театре. В 2012 году спектакли фестиваля посетило около 15 тысяч человек.
| 12 июля 2012 года Соборная площадь Петропавловский крепости Михаил Глинка «Жизнь за царя» Режиссёр — Джулиано Ди Капуа | Оркестр Эрмитажного театра Камерный хор Смольного собора под управлением Владимира Беглецова Александр Матвеев (Сусанин), Светлана Москаленко (Антонида), Елена Кнапп (Ваня), Сергей Алещенко (Собинин) Дирижёр — Фабио Мастранджело                                 |
| 15 июля 2012 года Елагин остров Николай Римский-Корсаков «Снегурочка» Режиссёр — Иркин Габитов                         | Оркестр и хор Петербург-концерта Евгений Акимов (Берендей), Анна Алхимова (Снегурочка), Анна Нечаева (Купава), Олеся Петрова (Лель) Дирижёр — Сергей Стадлер |
| 17 июля 2012 года Двор Академической капеллы Антон Рубинштейн «Демон» Режиссёр — Виктор Высоцкий.                      | Оркестр Санкт-Петербургской государственной консерватории Молодёжный камерный хор Филармонического общества Санкт-Петербурга под управлением Юлии Хуторецкой Вадим Чельдиев (Демон), Ольга Георгиева (Тамара), Николай Шамов (Князь Синодал). Дирижёр — Оливер Ведер |
| 19 июля 2012 года Парадный дворец Михайловского замка Пётр Чайковский «Иоланта» Режиссёр — Юлия Прохорова.             | Оркестр и хор Санкт-Петербургской государственной консерватории Анна Нечаева (Иоланта), Михаил Губский (Водемон), Михаил Чернецов (Роберт), Сергей Алексашкин (король Рене). Дирижёр — Фабио Мастранжело.                                                            |

## II Санкт-Петербургский международный фестиваль 2013 года
Фестиваль открылся оперой Глинки «Жизнь за царя», которая была приурочена к 400-летию Дома Романовых. Символично, что состоялся спектакль в самом сердце Санкт-Петербурга на Соборной площади Петропавловской крепости рядом с захоронением Романовых-императоров.
В 2013 год отмечался 200-летний юбилейным для итальянского композитора Джузеппе Верди, опера «Трубадур» была посвящена этой дате.
| 12 июля 2013 года Соборная площадь Петропавловский крепости Михаил Глинка «Жизнь за царя» Режиссёр — Юлия Прохорова        | Оркестр Государственного Эрмитажа Камерный хор Смольного собора под управлением заслуженного артиста России Владимира Беглецова Александр Матвеев (Сусанин), Светлана Юрченко (Антонида), Елена Кнапп (Ваня), Сергей Алещенко (Собинин). Дирижёр — Фабио Мастранжело                             |
| 14 июля 2013 года Исаакиевская площадь Шарль Гуно «Фауст» Режиссёр Виктор Высоцкий                                         | Оркестр Государственного Эрмитажа Молодёжный камерный хор Филармонического общества Санкт-Петербурга (рук. Юлия Хуторецкая) Артем Коротков, Наталья Евстафьева, Михаил Никаноров, Софья Некрасова, Александр Рословец, Иван Сапунов. Дирижёр — Фабио Мастранжело                                 |
| 17 июля 2013 года Соборная площадь Петропавловской крепости Джузеппе Верди «Трубадур» Режиссёр — Василий Заржецкий         | Государственный симфонический оркестр Санкт-Петербурга Петербургский Камерный хор, художественный руководитель заслуженный артист России Николай Корнев Виктор Коротич, Вячеслав Луханин, Владислав Лесик, Елена Кнапп, Оксана Зубко, Александра Попандопуло. Дирижёр — Сергей Стадлер           |
| 20 июля 2013 года Елагин остров (перед Елагиноостровским дворцом) Пётр Чайковский «Евгений Онегин» Режиссёр Элина Амромина | Оркестр и хор Театра оперы и балета Санкт-Петербургской консерватории Художественный руководитель хора Юлия Хуторецкая Петр Мигунов, Владимир Целебровский, Владимир Дмитрук, Ольга Георгиева, Анастасия Мещанова, Анастасия Виноградова-Заболотская, Людмила Шкиртиль. Дирижёр — Виктор Соболев |

## III Санкт-Петербургский международный фестиваль 2014 года
Фестиваль проходил с 12 по 20 июля и его посетили 27 тысяч человек. Специальный гость фестиваля — театр «Мюзик-Холл».
| 12 июля 2014 года Соборная площадь Петропавловской крепости Николай Римский-Корсаков «Золотой петушок» Режиссёр-постановщик — Виктор Высоцкий Художник-постановщик — Юлия Гольцова Балетмейстер — Константин Чувашев | Оркестр Государственного Эрмитажа Сводный хор художественный руководитель хора Юлия Хуторецкая Александр Рословец, Жанна Домбровская, Сергей Алещенко, Елена Кнапп, Роман Арндт, Евгений Чернядьев, Иван Сапунов, Татьяна Закирова. Дирижёр — Фабио Мастранжело.                          |
| 20 июля 2014 года Елагин остров Пётр Чайковский «Пиковая дама» Режиссёр-постановщик Элина Амромина Художник-постановщик — Юлия Гольцова Балетмейстер — Константин Чувашев                                            | Сводный оркестр, сводный хор (руководитель — Юлия Хуторецкая) Александра Попандопуло, Владислав Лесик; Елена Кнапп, Владимир Целебровский, Ядгар Юлдашев, Роман Арндт, Дамир Закиров, Анастасия Мещанова, Людмила Шкиртиль, Евгений Чернядьев, Артем Камалитдинов. Дирижёр — Оливер Ведер |
| 19 июля 2014 года Александровский парк Людвиг ван Бетховен «Фиделио» Режиссёр-постановщик Ирина Фокина Художник-постановщик — Юлия Гольцова Балетмейстер — Константин Чувашев                                        | Сводный оркестр, сводный хор (руководитель — Валентина Копылова-Панченко) Софья Забровская, Михаил Никаноров, Артем Мелихов, Егор Прокопьев, Виктория Ребёнко, Станислав Сергеев Дирижёр — Сергей Стадлер                                                                                 |

## IV Санкт-Петербургский международный фестиваль 2015 года
Проходит с 12 по 22 июля. Открылся фестиваль оперой П. И. Чайковского «Мазепа», постановка которой приурочена к 175-летию со дня рождения композитора.
| 12 июля 2015 года Соборная площадь Петропавловской крепости Пётр Чайковский «Мазепа»                    | Оркестр Санкт-Петербургского театра «Мюзик-Холл» «Северная симфониетта» Камерный хор Филармонического общества Санкт-Петербурга, Дирижёр — Фабио Мастранжело. |
| 15 июля 2015 года Александровский парк Джаккомо Пуччини «Турандот»                                      | Симфонический оркестр Санкт-Петербурга, Камерный хор Филармонического общества Санкт-Петербурга Дирижёр — Сергей Стадлер                                      |
| 18 июля 2015 года Царское Село. Парадный плац Екатерининского дворца Вольфганг Амадей Моцарт «Дон Жуан» | Оркестр Санкт-Петербургского театра «Мюзик-Холл» «Северная симфониетта», Хор Смольного собора Дирижёр — Фабио Мастранжело.                                    |
| 22 июля 2015 года ЦПКиО им. С. М. Кирова (Елагин остров) Гаэтано Доницетти «Любовный напиток»           | Оркестр Санкт-Петербургского театра «Мюзик-Холл» «Северная симфониетта» Хор Михайловского театра Дирижёр — Марко Паче Режиссёр-постановщик - Элина Амромина   |

## V Санкт-Петербургский международный фестиваль 2016 года
Оперой Вагнер «Тангейзер» фестиваль отметит 250-летию Гатчинского дворца. К 125 летию С. С. Прокофьева приурочена опера «Обручение в монастыре».
| 12 июля 2016 года Соборная площадь Петропавловской крепости Александр Бородин «Князь Игорь» Режиссёр-постановщик Вадим Милков-Товстоногов | Оркестр Санкт-Петербургского театра «Мюзик-Холл» «Северная симфониетта» Хор фестиваля «Опера Всем», руководитель Юлия Хуторецкая Игорь Святославич: П. Мигунов, Ярославна: А. Попандопуло, Владимир Игоревич: А. Михайлов Дирижёр — Фабио Мастранжело. |
| 16 июля 2016 года Площадь перед Гатчинским дворцом Рихард Вагнер «Тангейзер» Режиссёр-постановщик Виктор Высоцкий.                        | Симфонический оркестр Санкт-Петербурга Сводный хор Тангейзер: А. Амонов, Елизавета: Е. Шиманович, Герман: Г. Перязев. Дирижёр — Сергей Стадлер. |
| 19 июля 2016 года ЦПКиО им. С. М. Кирова (Елагин остров) Сергей Прокофьев «Обручение в монастыре» Режиссёр-постановщик Ирина Фокина       | Симфонический оркестр «Таврический» Хор Санкт-Петербургского университета (руководитель Э. Кротман) Дуэнья — Е. Соммер, Дон Жером: Вс. Калмыков, Фердинанд: М. Никаноров, Луиза: А. Денисова, Мендоза: А. Подмешальский Дирижёр — Михаил Голиков.      |
| 23 июля 2016 года Парадный плац Екатерининского дворца Вольфганг Амадей Моцарт «Свадьба Фигаро» Режиссёр-постановщик Василий Заржецкий    | Оркестр Санкт-Петербургского театра «Мюзик-Холл» «Северная симфониетта» Хор фестиваля «Опера всем», руководитель Юлия Хуторецкая Граф: В. Целебровский, Графиня: С. Россини, Фигаро: Дж. Пиали, Сюзанна: Е. Ушакова Дирижёр — Фабио Мастранжело        |